# Eriodictyon tomentosum
Eriodictyon tomentosum är en strävbladig växtart som beskrevs av George Bentham. Eriodictyon tomentosum ingår i släktet Eriodictyon och familjen strävbladiga växter. Inga underarter finns listade i Catalogue of Life.